# Memphis (Nebraska)
Memphis je selo u američkoj saveznoj državi Nebraska. Prema popisu stanovništva iz 2010. u njemu je živjelo 114 stanovnika.